# Братья (фильм, 1957)
«Бра́тья» (кор. 잊지말라 파주블!) — советско-корейский художественный фильм 1957 года. Название в КНДР — «Не забывай Па Чжу Быль!» (кор. 잊지말라 파주블!, Itjimalra Pa Ju Beul!). Премьера — 23 августа 1957 (Пхеньян), на экраны СССР вышел 12 апреля 1958 года.

## Сюжет
Действие фильма происходит вскоре после окончания корейской войны, разделившей прежде единую Корею на два враждебных государства. Разделила война и двух братьев Ман. Старший, Ман Сен, живёт в коммунистической Северной Корее и руководит работами по восстановлению электростанции. Младший, Ман Чер, перед войной уехавший учиться в Сеул, живёт в проамериканской Южной Корее и настроен враждебно по отношению к северянам-коммунистам. Война окончилась и учитель Ман Чера, лисынмановец Ли, уговорил юношу вернуться на родину, рассчитывая, что там он будет вести подрывную работу. Ман Чер, пожив на Севере и узнав правду о жизни людей под руководством Ким Ир Сена, осознал свои заблуждения и отказывается помогать врагам молодой народной демократии. В решении юноши немалую роль сыграла его первая любовь Ок Лим. Девушка недавно вернулась на родину из Москвы, где училась в балетной школе и полна энтузиазма в деле построения социализма.

## В ролях
- Пак Хак — Ман Сен
- Син Се Мин — Ман Чер
- Ан Сон Хи — Ок Лим
- Цой Сын Хи — мать братьев
- Ким Хен Сук — Ли
- Иван Дмитриев — инженер Котов
- Михаил Пуговкин — Ваня Комаров, старшина водолазов
- Пётр Аржанов — иностранец

В эпизодах также снимались Виталий Штряков, Андрей Хлебников и Николай Довженко.

## Съёмочная группа
- Сценаристы — Аркадий Первенцев, Ким Сын Гу и Се Ман Ир
- Режиссёр-постановщик — Иван Лукинский
- Главный оператор — Валерий Гинзбург
- Художники — Пётр Пашкевич и Юн Сан Ер
- Композиторы — Карен Хачатурян и Ким Рин Ук
- Звукооператоры — Валентин Хлобынин и Сер Хен Сик
- Режиссёры — В. Лосев и Чен Сан Ин
- Операторы — Ко Хен Гю и Лев Рагозин
- Комбинированные съёмки:

- оператор — Леонид Акимов
- художник — Арсений Клопотовский

- Текст песен — Алексей Фатьянов

Фильм на русский язык озвучивали актёры московских театров, режиссёр дубляжа Ю. Васильчиков.